# Derīkhā
Derīkhā (persiska: دريخواه, دِريخا, Derīkhvāh, آب شيرين) är en ort i Iran.   Den ligger i provinsen Hormozgan, i den sydöstra delen av landet, 1 000 km söder om huvudstaden Teheran. Derīkhā ligger 264 meter över havet och antalet invånare är 108.
Terrängen runt Derīkhā är varierad. Runt Derīkhā är det ganska glesbefolkat, med 50 invånare per kvadratkilometer. Närmaste större samhälle är Keshār-e Dūstānī, 14,8 km söder om Derīkhā. Trakten runt Derīkhā är ofruktbar med lite eller ingen växtlighet.